# چایناتاون (اوکلند)
چایناتاون (انگلیسی: Chinatown, Oakland) محله سنتی چینی در اوکلند، کالیفرنیا است که منعکس‌کننده جامعه چینی آمریکایی و به‌طور گسترده‌تر جامعه آسیایی آمریکایی متنوع در اوکلند می‌باشد. این شهر اغلب به عنوان «محله چینی‌های اوکلند» شناخته می‌شود تا آن را از محله چینی‌های سانفرانسیسکو متمایز کند. این محله در ارتفاع ۳۹ فوتی (۱۲ متری) بالاتر از سطح دریا قرار دارد.
چایناتاون در مرکز شهر اوکلند واقع شده‌است که از غرب به برادوی، از جنوب به شاهراه ۸۸۰ ایالتی، از شرق به خیابان فالون و کالج لین و از شمال به خیابان۱۲ محدود می‌شود، اگرچه شهر اوکلند در حاشیه شمالی خیابان چهاردهم قرار دارد. مرکز تجاری تاریخی این محله در امتداد خیابان وبستر (بین هفتم و نهم) و خیابان هشتم (بین فرانکلین و هریسون) می‌باشد.